# Huub Rothengatter
 Huub Rothengatter  va ser un pilot de curses automobilístiques neerlandès que va arribar a disputar curses de Fórmula 1.
Va néixer el 8 d'octubre del 1954 a Bussum, Països Baixos.

## A la F1
Huub Rothengatter va debutar a la setena cursa de la temporada 1984 (la 35a temporada de la història) del campionat del món de la Fórmula 1, disputant el 17 de juny del 1984 el G.P. del Canadà al circuit de Gilles Villeneuve.
Va participar en un total de trenta curses puntuables pel campionat de la F1, disputades en tres temporades consecutives (1984 - 1986), aconseguint una setena posició com millor classificació en una cursa i no assolí cap punt pel campionat del món de pilots.

## Resultats a la Fórmula 1
| Any  | Equip                | Xassís   | Motor      | 1   | 2   | 3       | 4       | 5       | 6      | 7         | 8         | 9       | 10      | 11      | 12      | 13      | 14      | 15      | 16      | Posició | Punts |
| ---- | -------------------- | -------- | ---------- | --- | --- | ------- | ------- | ------- | ------ | --------- | --------- | ------- | ------- | ------- | ------- | ------- | ------- | ------- | ------- | ------- | ----- |
| 1984 | Spirit Racing        | Spirit   | Hart       | BRA | RSA | BEL     | SMR     | FRA     | MON    | CAN NC    |           | DAL Ret | GBR NC  | ALE 9   | AUT NC  | HOL Ret | ITA 8   | EUR     | POR     | -       | 0     |
| 1984 | Spirit Racing        | Spirit   | Cosworth   |     |     |         |         |         |        |           | E.USA NVQ |         |         |         |         |         |         |         |         | -       | 0     |
| 1985 | Osella Squadra Corse | Osella   | Alfa Romeo | BRA | POR | SMR     | MON     | CAN     | E.USA  | FRA       | GBR       | ALE Ret | AUT 9   | HOL NC  | ITA Ret | BEL NC  | EUR NVQ | SUD Ret | AUS 7   | -       | 0     |
| 1986 | Zakspeed Racing      | Zakspeed | Zakspeed   | BRA | ESP | SMR Ret | MON NVQ | BEL Ret | CAN 12 | E.USA NVS | FRA Ret   | GBR Ret | ALE Ret | HUN Ret | AUT 8   | ITA Ret | POR Ret | MEX NVS | AUS Ret | -       | 0     |

### Resum
| Curses: | Victòries: | Pòdiums: | Poles: | Voltes ràpides: | Punts: |
| ------- | ---------- | -------- | ------ | --------------- | ------ |
| 30 (25) | 0          | 0        | 0      | 0               | 0      |